# Ил Кастањо (Латина)
Ил Кастањо је насеље у Италији у округу Латина, региону Лацио.
Према процени из 2011. у насељу је живело 37 становника. Насеље се налази на надморској висини од 476 м.